# 에단 샌들러
이선 샌들러(Ethan Sandler, 1972년 12월 3일 ~ )는 미국의 배우이다.
포트웨인에서 태어났다.

## 출연 작품
- 노 페이, 누디티 (2016년)
- 그레이비 (2015년) - 버트 역
- 로빈슨 가족 (2007년)
- 본 슈프리머시 (2004년) - 커트 역
- 캐롤 크리스마스 (2003년)
- 프린세스 다이어리 (2001년)
- 비밀 수색 작전 (1992년)
- 초콜릿 전쟁 (1988년)

### 텔레비전
- 마이 보이즈 (2010, My Boys)
- 크로싱 조단 시즌1 (2001년)